# Копорье (село, Ленинградская область)
Копо́рье (фин. Kaprio) — село в Ломоносовском районе Ленинградской области, расположенное в 12 км к югу от Копорской губы Финского залива.
Административный центр Копорского сельского поселения, в состав которого входит также посёлок при станции Копорье.
В Средние века — древнерусский город в Новгородской земле, административный центр Копорского уезда Водской пятины.

## История
Крепость в Копорье была заложена в 1237 году. Впервые упоминается в новгородских летописях в 1240 году, когда немецкие рыцари Ливонского Ордена построили в Копорском погосте деревянную крепость.

В 1241 году Александр Невский отбил крепость у немецких рыцарей и разрушил её. Софийская I летопись: 
Въ то же лѣто по възвращению, побѣдѣ великаго Александра Ярославича, тое же зимѣ пакы приидоша от Западныя страны Нѣмци и Чюдь на Водь. И повоеваша все, и дань на них възложиша, и срубиша городъ въ Копории въ отечествѣ великаго князя Александра Ярославича. <…> Того же лѣта поиде князь Олександръ на Нѣмцы, на городъ Копорье, съ Новгородци и взя городъ, а Нѣмцы приведе въ Новгородъ.
В 1280 году великий князь Дмитрий Александрович поставил в Копорье каменный город, который через два года разрушили новгородцы в результате конфликта с князем. Вновь крепость была выстроена в 1297 году, а в конце XV — начале XVI века была перестроена.
В 1565 году, когда царь Иван Грозный разделил Русское государство на опричнину и земщину, Копорье вошло в состав последней.
После захвата шведами в 1581 году Копорье вернулось к России лишь по договору 1590 года.
Однако по Столбовскому миру 1617 года Копорье вновь досталось Швеции.
Копорье (лат. Coporio) упоминается на карте Ливонии атласа Блау 1654 года.
На карте Ингерманландии А. И. Бергенгейма, составленной по шведским материалам 1676 года, оно упоминается как крепость швед. Capurie.
В 1656—1657 годах русское войско безуспешно пыталось вернуть Копорье, которое было возвращено России только при Петре I, в 1703 году.
На шведской «Генеральной карте провинции Ингерманландии» 1704 года обозначена крепость швед. Caporie.
Как крепость Капурие она упоминается на «Географическом чертеже Ижорской земли» Адриана Шонбека 1705 года, и в то же время как город Капорья — на карте Ямбургского, Капорского, Псковского, Новгородского и Гдовского уездов 1705 года.
В 1708 году Пётр I передал крепость князю Меншикову, а в 1727 году Копорье перешло в казну.
В XVIII веке Копорье — уездный город Санкт-Петербургской губернии.
В 1763 году Копорская крепость исключена из списка оборонительных сооружений.
В 1784 году была построена деревянная православная церковь во имя Успения Пресвятой Богородицы.

ПРИГОРОДНАЯ — слобода принадлежит статской советнице Юрьевой, число жителей по ревизии: 143 м. п., 157 ж. п.;
 Местопребывание пристава. (1838 год)

На этнографической карте Санкт-Петербургской губернии П. И. Кёппена 1849 года обозначено село «Kaporia», расположенное в ареале расселения савакотов. В пояснительном тексте к этнографической карте записаны:
- Kaporia (Пригородная слобода, Капорье), население на 1848 год: савакоты — 28 м. п., 30 ж. п., всего 58 человек, а также русские, количество которых не указано
- Kaporia Gut (Мыза Капорья), население на 1848 год: савакоты — 4 м. п., 6 ж. п., всего 10 человек, а также русские, количество которых не указано[14]

Согласно 10-й ревизии 1856 года мыза Гревово принадлежала помещику Андрею Зиновьеву.

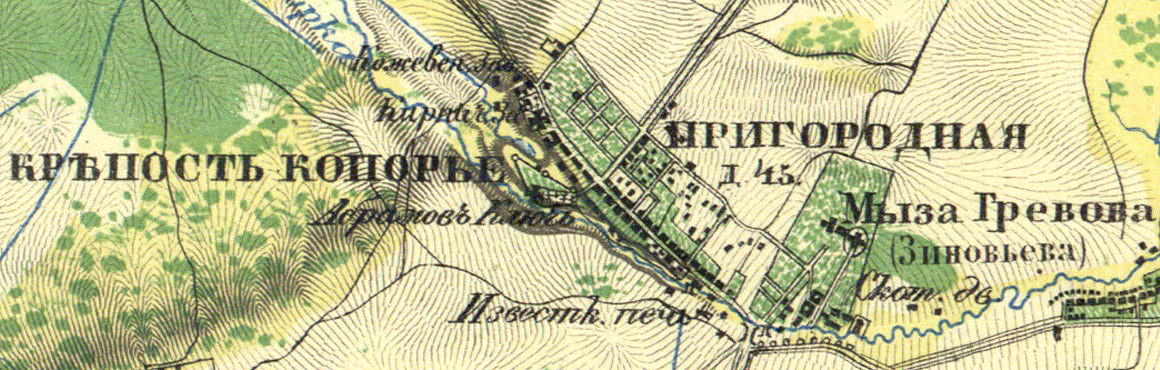
План села Копорье. 1860 год

На карте Санкт-Петербургской губернии 1860 года — как слобода Пригородная, состоящая из 45 крестьянских дворов и при ней мыза Гревова (Зиновьева).

ПРИГОРОДНАЯ (КОПОРЬЕ) — слобода владельческая при реке Копорке и ключах, число дворов — 43, число жителей: 125 м. п., 135 ж. п.;
 Церквей православных две. Волостное правление. Сельское училище. Развалины крепости Копорье. Ярмарка. (1862 год)

Позднее сборник Центрального статистического комитета описывал Копорье так:

КОПОРЬЕ — село бывшее владельческое, дворов — 45, жителей — 222; волостное правление (до уездного города 55 вёрст),
 две церкви православных, школа, лавка, постоялый двор, ярмарка 15 августа. (1885 год)

Согласно материалам по статистике народного хозяйства Петергофского уезда 1887 года мыза Гревово (Копорье) площадью 12 216 десятин принадлежала надворному советнику Д. В. Зиновьеву, она была приобретена до 1868 года. В мызе была кузница. Рыбные ловли, охоту, 7 домов, 2 лавки, 2 мельницы, постоялый двор и кожевенный завод хозяин сдавал в аренду. Право собирать грибы и драть кору, хозяин также сдавал в аренду.
В конце XIX — начале XX века село (волостной центр) административно относилось ко 2-му стану Петергофского уезда Санкт-Петербургской губернии. По приходским данным население в нём было смешанным — финско-русским.
По данным «Памятной книжки Санкт-Петербургской губернии» за 1905 год мыза Гревово и мыза Елисаветино общей площадью 11 110 десятин принадлежали надворному советнику Дмитрию Васильевичу Зиновьеву.
С 1917 по 1923 год село входило в состав Копорского сельсовета Копорской волости Петергофского уезда.
С 1923 года в составе Троцкого уезда.
Согласно данным переписи населения СССР 1926 года в селее Копорье проживали 339 человек — большинство русские, а также финны, эстонцы, евреи и поляки.
С 1927 года в составе Ораниенбаумского района.

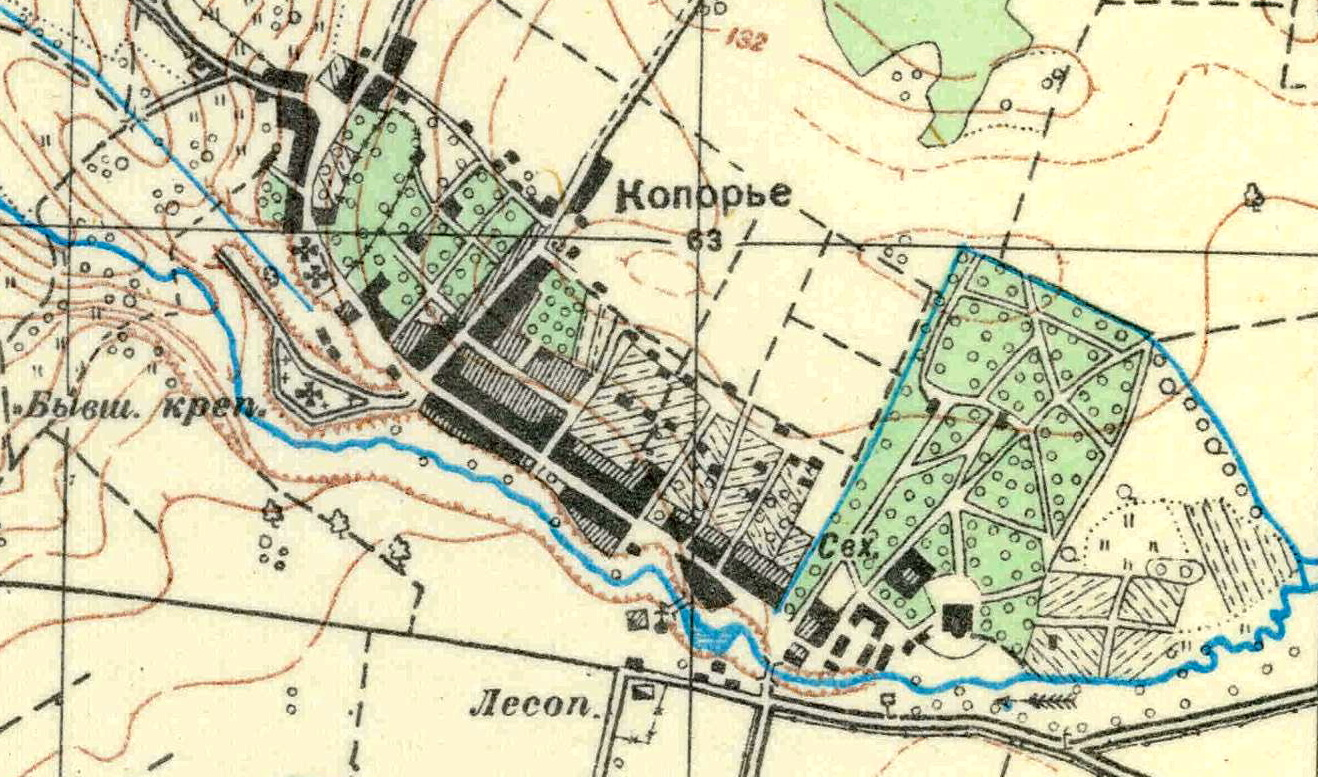
План села Копорье. 1930 год

Согласно топографической карте 1930 года село насчитывало 63 двора. В селе находились три церкви, часовня, совхоз и лесопилка.
По данным 1933 года село Копорье являлось административным центром Копорского сельсовета Ораниенбаумского района, в который входили 14 населённых пунктов: деревни Гостилово, Заболотье, Заозерье, Заринское, Ивановское, Кербуково, Лосуны, Новосёлки, Подмошье, Подозванье, Широково, Юрьево, выселок Заозерье и село Копорье, общей численностью населения 2027 человек.
По данным 1936 года в состав Копорского сельсовета входили 12 населённых пунктов, 613 хозяйств и 11 колхозов.
Во время Великой Отечественной войны Красная армия оставила Копорскую крепость 1 сентября 1941 года, однако враг был остановлен в 7 км к северу у реки Воронка, где более чем на два года пролегла граница ораниенбаумского плацдарма. В январе 1944 года войска Красной армии имитировали активность в районе Копорья, отвлекая сюда основные силы противника. Копорье было освобождено 29 января 1944 года в ходе операции «Январский гром» под командованием И. И. Федюнинского.
В 1951 году население села Копорье составляло 445 человек.
С 1963 года в Гатчинском районе.
С 1965 года вновь в Ломоносовском районе. В 1965 году население села Копорье составляло 593 человека.
По данным 1966 и 1973 годов село являлось административным центром Копорского сельсовета. В селе располагалась центральная усадьба совхоза «Копорье».
По данным 1990 года в селе Копорье проживали 1468 человек. Село являлось административным центром Копорского сельсовета Ломоносовского района в который входили 16 населённых пунктов: деревни Ананьино, Воронкино, Заринское, Ивановское, Ирогощи, Кербуково, Климотино, Ломаха, Маклаково, Новосёлки, Подмошье, Подозванье, Широково; село Копорье; посёлки при станции Воронка, Копорье, общей численностью населения 2083 человека.
В 1997 году в селе проживали 1607 человек, в 2002 году — 1435 человек (русские — 92 %), в 2007 году — 1723.

## География
Село расположено в юго-западной части района на автодороге 41К-014 (Волосово — Керново) в месте пересечения её автодорогой 41А-008 (Петродворец — Криково).
Расстояние до районного центра — 75 км.
Расстояние до ближайшей железнодорожной станции Копорье — 3 км.
Через село протекает река Копорка.

## Демография
| 1838  | 1862  | 1885  | 1951  | 1965 | 1990  | 1997  |
| ----- | ----- | ----- | ----- | ---- | ----- | ----- |
| 300   | ↘260  | ↘222  | ↗445  | ↗593 | ↗1468 | ↗1607 |
| 2002  | 2007  | 2010  | 2017  |      |       |       |
| ↘1435 | ↗1723 | ↗1741 | ↘1603 |      |       |       |

## Достопримечательности
Сохранились развалины крепости: стены (толщиной около 2 м) и четыре угловые башни (высотой около 20 м) — Северная, Южная (между ними — цитадель), Средняя и Наугольная (наиболее разрушена). В середине XX века в центре крепости была обнаружена полуразрушенная церковь Преображения. Этот небольшой по площади (10×14 м) каменный одноапсидный четырёхстолпный храм был построен новгородскими мастерами в первой четверти XVI века. Также сохранились подземные ходы. Два подземных хода под Северной и Южной башнями крепости и ещё один ход за церковью, к реке.
С 2001 года в крепости функционирует музей.
Кроме крепости, в селе Копорье находятся погост, усадьба и усадебный парк XIX века, а также Дом культуры, построенный в 70-х годах XX века. Памятник природы — валун «Русич».

## Фото

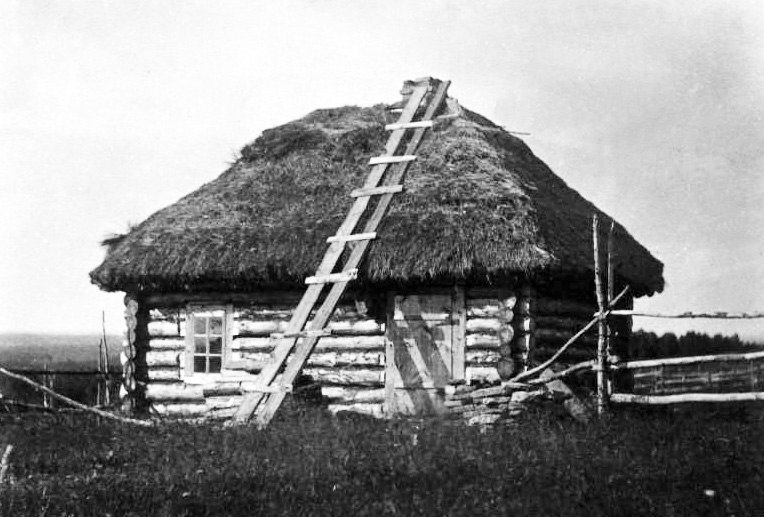
Водский дом, «жилая рига» в селе Копорье. 1885 год
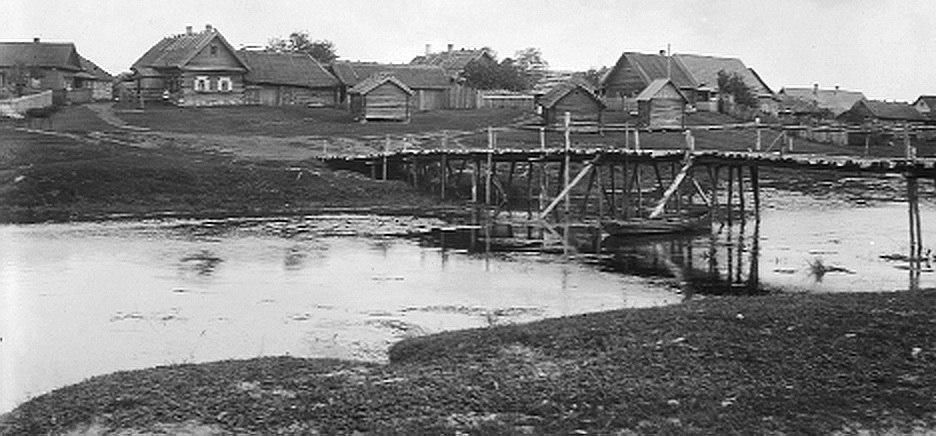
Село Копорье. 1911 год
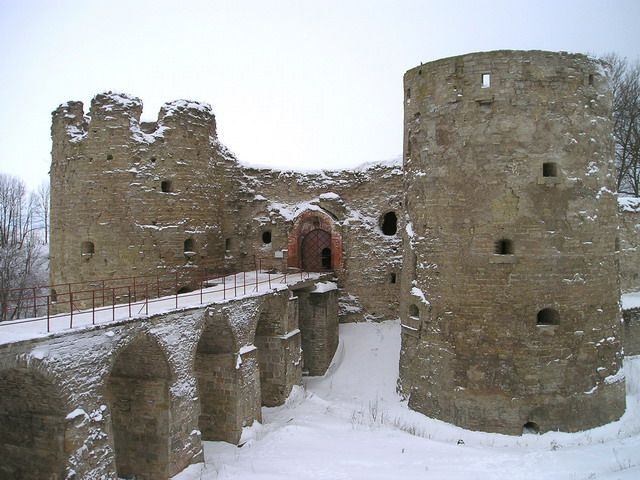
Вход в крепость Копорье. 2006 год
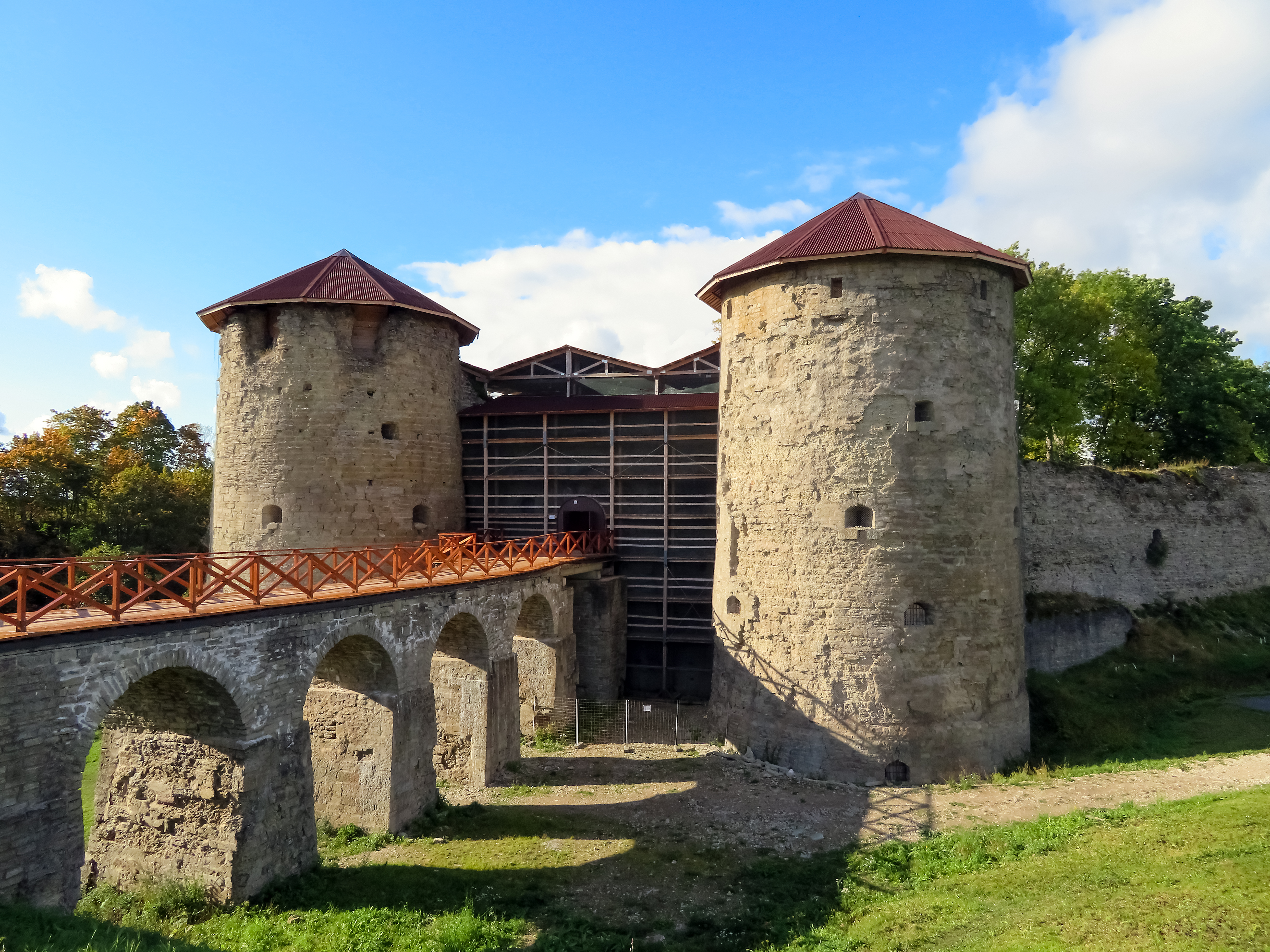
Воротный комплекс крепости Копорье. 2022 год

## Копорский чай
От названия села, согласно некоторым толковым словарям середины XIX века, происходит термин копорский чай — «поддельный чай, из листьев разных видов растений» (В. И. Даль).

## Транспорт
Автобусные маршруты
- 677А Сосновый Бор, Солнечная улица — Котельский (перевозчик — ООО «Ленинградская АЭС-Авто»)
- 681 Ломоносов, вокзал — Копорье (перевозчик — ООО «Вест-Сервис»)
- 685 Ломоносов, вокзал — Копорье (перевозчик — ООО «Вест-Сервис»)

## Известные уроженцы
- Зиновьев, Александр Дмитриевич (1854—1931) — Санкт-Петербургский губернатор (1903—1911)
- Серов, Михаил Александрович (1904—1971) — Герой Советского Союза (1943)

## Улицы
Благодатная, Весенняя, Загородная, Зелёная, Новая, Огородная, Питерская, Полевая, Северная, Сиреневая, Старосельская, Торговая, Урожайная, Хуторская, Широкая, Ясная.